# Majtény
Majtény (szlovákul Majcichov) község Szlovákiában, a Nagyszombati kerületben, a Nagyszombati járásban.

## Fekvése
Nagyszombattól 12 km-re délre, a Dudvág és a Trnavka-patak összefolyásánál, a Duna menti síkságon fekszik.

## Története
A településtől keletre honfoglalás kori földvár sáncainak maradványai találhatók. A települést 1266-ban említik először. Neve a szláv Mojtech személynévből származik.
Vályi András szerint "MAJTHÉNY. Maczikov. Tót falu Posony Várm. földes Urai több Urak, lakosai katolikusok, fekszik Apajhoz 1/2 órányira, határja jó, réttye, legelője meg lehetős, vagyonnyai középszerűek, Dudvág vizén malmok vannak."
Fényes Elek szerint "Majthény Maiczikov, tót f., Poson v. Nyitra vgyében, a Dudvágh mellett, N.-Szombathoz 1 1/2 órányira: 566 kath., 27 zsidó lak., s első osztálybeli határral. F. u. gr. Eszterházy József."
A trianoni békeszerződésig Pozsony vármegye Nagyszombati járásához tartozott.

## Népessége
| Év:            | 1994. | 2004.   | 2014.   | 2024.    |
| -------------- | ----- | ------- | ------- | -------- |
| Emberek száma: | 1849  | 1857    | 1912    | 2181     |
| Eltérés:       |       | +0,43 % | +2,96 % | +14,06 % |

| Év:            | 2023. | 2024.   |
| -------------- | ----- | ------- |
| Emberek száma: | 2179  | 2181    |
| Eltérés:       |       | +0,09 % |

1910-ben 1501, túlnyomórészt szlovák anyanyelvű lakosa volt.
2001-ben 1830 lakosából 1803 szlovák volt.
2011-ben 1843 lakosából 1707 szlovák volt.
2021-ben 2163 lakosából 11 (+3) magyar, (+1) cigány, 1 (+1) ruszin, 2108 (+4) szlovák, 33 egyéb és 10 ismeretlen nemzetiségű volt.

## Neves személyek
- Itt hunyt el 1870. december 7-én Ján Palárik szlovák drámaíró, római katolikus plébános.
- Itt szolgált Csulen Márton (1823-1894) katolikus pap, a szlovák iskolahálózat fejlesztője, a szlovák nemzeti mozgalom kiemelkedő alakja, a Matica slovenská egyik alapítója.
- Itt szolgált Farkas Antal (1787-1872) katolikus pap.
- Itt szolgált Majerhold Antal (1783–1866) szatmári apát-kanonok.
- Itt szolgált František Richard Osvald (1845-1926) szlovák római katolikus plébános, a Matica slovenská elnöke.

## Nevezetességei

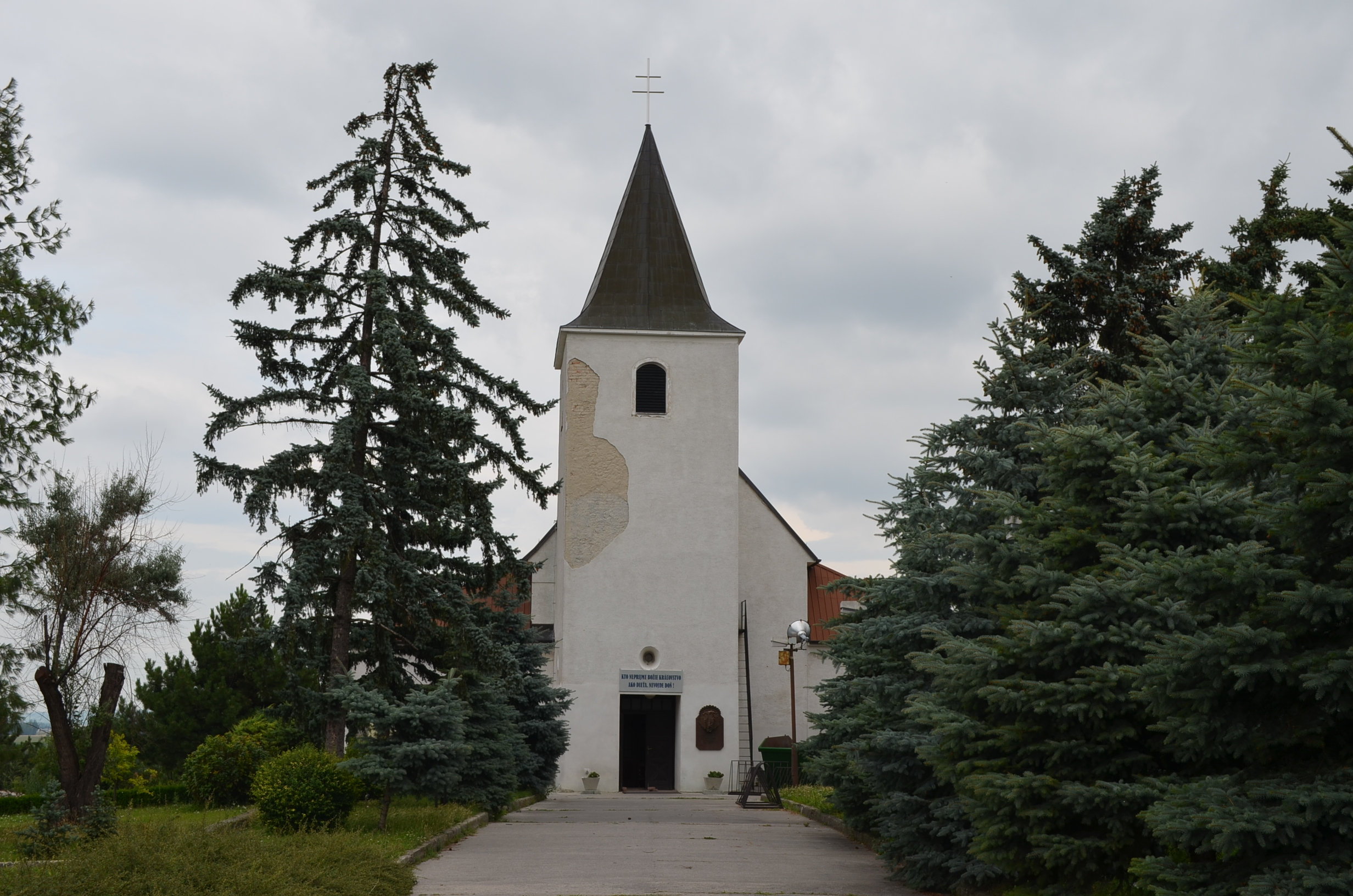
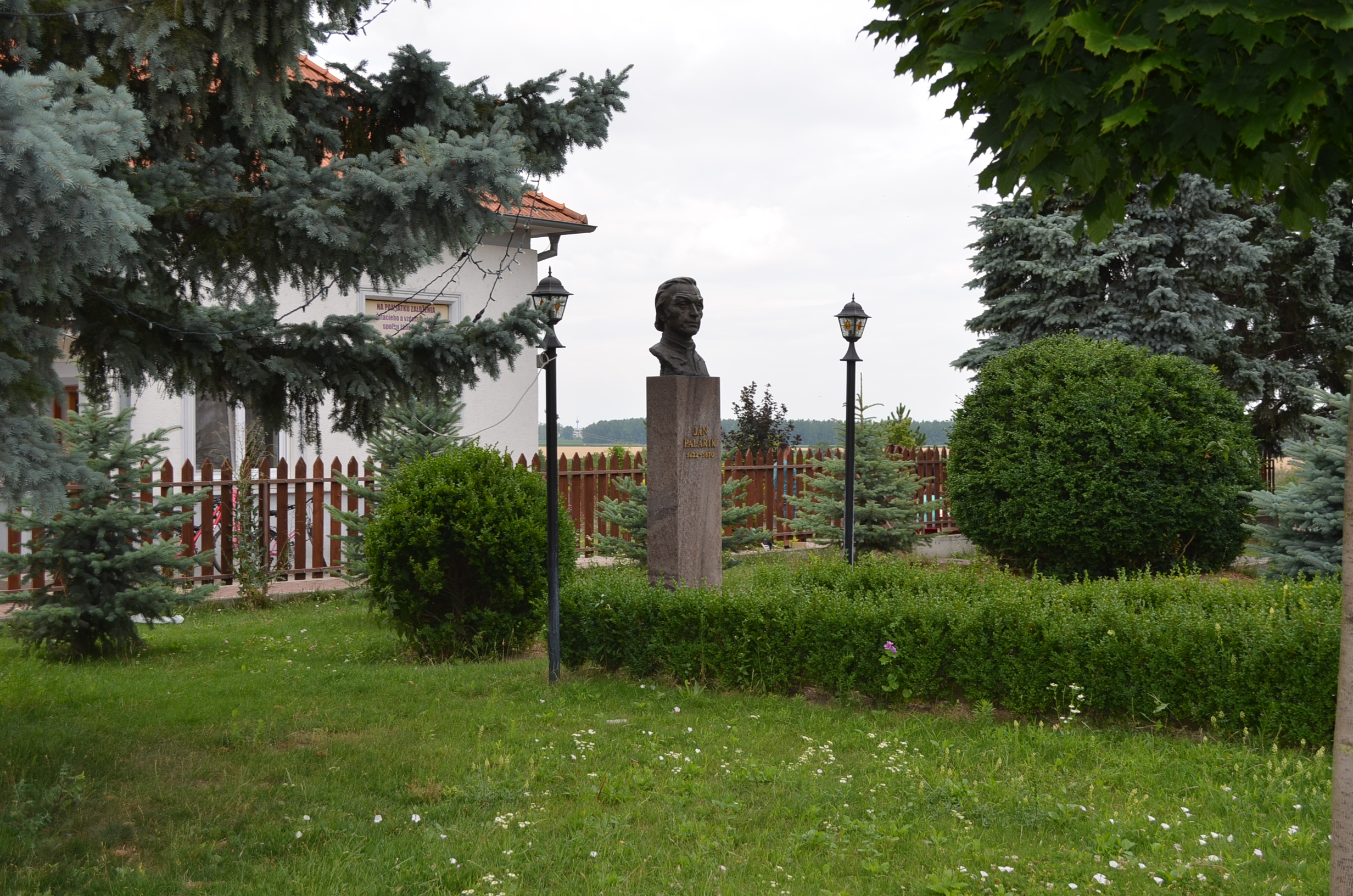
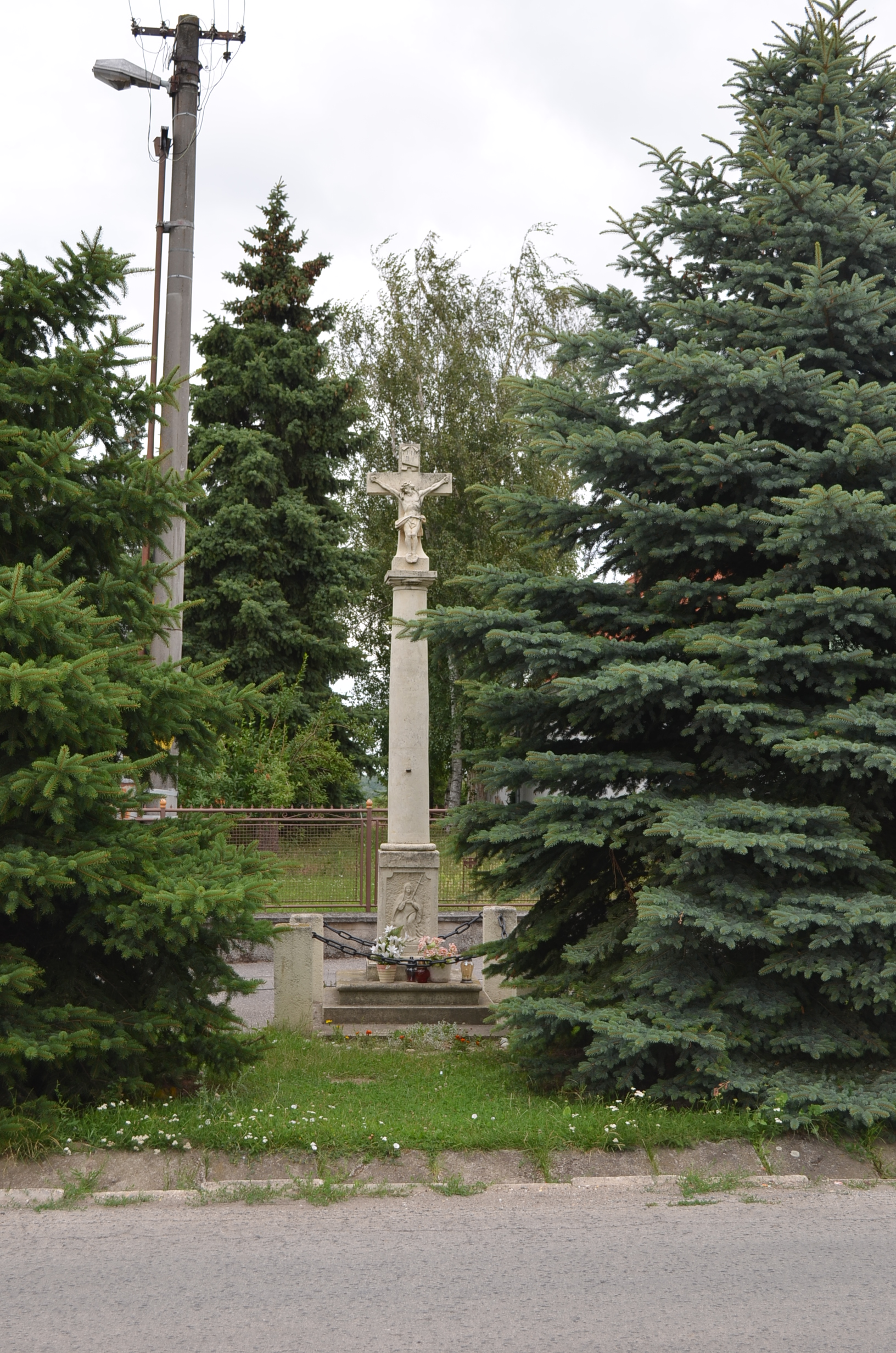

- Neoklasszicista kastélya a 19. és a 20. század fordulóján épült.
- Sáncvárának nyomai a községtől keletre.